# Эстетическая медицина
Эстетическая медицина — отрасль индустрии красоты и здоровья, вобравшая в себя все теоретические сведения и практические возможности коррекции внешних данных человека с помощью медицинских методик.
В отличие от косметологии, определенные методы которой может применять средний медицинский персонал, все технологии, относящиеся к эстетической медицине, назначаются и выполняются специалистами с высшим медицинским образованием.

## Показания
Эстетическая медицина предназначена для изменения внешности человека. Показания к эстетической медицине включают множество факторов, например, связанные с минимизацией признаков старения, таких как дряблость кожи, морщины и пятна на коже. Эстетическая медицина также играет важную роль в лечении целлюлита и ожирения. Лазерная терапия может быть показана для лечения шрамов, нежелательных волос, изменения цвета кожи и сосудистых звёздочек.

## Методы
Эстетическая медицина включает в себя следующие способы воздействия на организм человека:
- Пилинг.
- Массаж.
- Уходовые процедуры.
- Различные виды дермабразии.
- Различные виды электролечения.
- Фототерапия.

Эстетическая медицина активно использует достижения трихологии, подологии, офтальмологии, диетологии и других отраслей науки о человеке, которые позволяют наиболее эффективно решать проблемы коррекции внешности.